# Sauvages (film, 2024)
Pour les articles homonymes, voir Sauvages.
Pour plus de détails, voir Fiche technique et Distribution.
Sauvages est un film d'animation suisse réalisé stop motion par Claude Barras, sorti en 2024. 
Le film est en sélection officielle du Festival de Cannes 2024 et est projeté au festival dans les Séances spéciales Jeune Public. Le film est aussi en compétition officielle au Festival d'Annecy 2024.
Dans ce film se passant à Bornéo, dans la bordure de la forêt tropicale, Kéria recueille un bébé orang-outang trouvé dans la plantation de palmiers de son père.
Initialement, Claude Barras écrit le titre avec un point d'interrogation, puis avec un point d'exclamation avant d'enlever toute ponctuation.

## Fiche technique
- Titre : Sauvages
- Réalisation : Claude Barras
- Scénaristes : Claude Barras et Catherine Paillé
- Scénario : Claude Barras, Catherine Paillé
- Directeur de production : Ludovic Delbecq
- Musique originale : Charles De Ville, Nelly Tungang
- Montage : Anne-Laure Guégan, Claude Barras
- Montage animation : Valène Leroy
- Production : Nadasdy Film, Haut et Court, Paniques !
- Coproductions : Hélium Film, Beast Animation, Personne n'est parfait !, RTS Radio Télévision Suisse
- Pays de production :  Suisse,  France,  Belgique
- Genre : Film d'animation en stop motion
- Durée : 80 minutes
- Date de sortie : 16 octobre 2024

## Distribution
- Pierre-Isaïe Duc
- Michel Vuillermoz
- Gaël Faye
- Sailyvia Paysan
- Nelly Tungan
- Komeok Joe
- Babette De Coster
- Martin Verset
- Lætitia Dosch
- Benoît Poelvoorde

## Distinctions

### Nominations
- César 2025 :  Meilleur film d'animation